# Dušikovodična kiselina
Dušikovodična kiselina (azidna kiselina, HN3) je kiselina spoja dušika i vodika. Njeni derivati se nazivaju azidi. Prvi put je izolirana 1890.g.

Natrijev azid (NaN3) se priređuje uvođenjem dušikova(I) oksida u rastaljen natrijev amid.

N2O + 2 NaNH2 -> NaN3 + NH3 + NaOH

Obradi li se natrijev azid otopljen u vodi metilsulfatom, razvija se metil-azid, koji se može kondenzirati u tekućinu s vrelištem kod 20 °C.

(CH3)2SO4 + NaN3 -> CH3N3 + NaCH3SO4

Etilazid se može prirediti sličnim procesom.

Kada se naglo griju, alkilazidi eksplodiraju, ali se razgradnja može kontrolirati kad su u plinovitu stanju. Metil- i etilazid daju etilen i dušikovodičnu kiselinu.

2 CH3N3 -> CH2=CH2 + 2 NH3
CH3CH2N3 -> CH2=CH2 + HN3